# Hyperythra luteata
Hyperythra luteata är en fjärilsart som beskrevs av Achille Guenée 1858. Hyperythra luteata ingår i släktet Hyperythra och familjen mätare. Inga underarter finns listade i Catalogue of Life.